# W-League (Australia) 2013-14
La W-League 2013-14 fue la sexta edición de la W-League, la máxima categoría del fútbol femenino en Australia. Participaron 8 equipos en doce jornadas y una fase final de eliminatorias a la que clasificaron los 4 primeros equipos de la temporada regular.
El Canberra United FC fue el campeón de la fase regular.
El Melbourne Victory se consagró campeón de la temporada por primera vez en su historia.

## Equipos
| Equipo                   | Ciudad    |
| ------------------------ | --------- |
| Adelaide United          | Adelaida  |
| Brisbane Roar            | Brisbane  |
| Canberra United FC       | Canberra  |
| Melbourne Victory        | Melbourne |
| Newcastle Jets           | Newcastle |
| Perth Glory              | Perth     |
| Sydney FC                | Sídney    |
| Western Sydney Wanderers | Sídney    |

## Clasificación
| Pos. | Equipo                   | Pts. | PJ | G | E | P  | GF | GC | Dif. | Clasificación   |
| ---- | ------------------------ | ---- | -- | - | - | -- | -- | -- | ---- | --------------- |
| 1    | Canberra United (T)      | 27   | 12 | 9 | 0 | 3  | 28 | 8  | +20  | Campeón T. Reg. |
| 2    | Sydney FC                | 26   | 12 | 8 | 2 | 2  | 37 | 14 | +23  | Eliminatorias   |
| 3    | Melbourne Victory (C)    | 23   | 12 | 7 | 2 | 3  | 23 | 12 | +11  | Eliminatorias   |
| 4    | Brisbane Roar            | 23   | 12 | 7 | 2 | 3  | 22 | 16 | +6   | Eliminatorias   |
| 5    | Perth Glory              | 15   | 12 | 5 | 0 | 7  | 17 | 31 | −14  |                 |
| 6    | Adelaide United          | 13   | 12 | 3 | 4 | 5  | 12 | 15 | −3   |                 |
| 7    | Western Sydney Wanderers | 9    | 12 | 2 | 3 | 7  | 17 | 23 | −6   |                 |
| 8    | Newcastle Jets           | 1    | 12 | 0 | 1 | 11 | 10 | 47 | −37  |                 |

 Fuente: Soccerway
(T) Campeón del Torneo Regular.

(C) Campeón de la temporada.

## Eliminatorias
Los cuatro primeros equipos de la temporada regular compiten por el título del campeonato.
|  | Semifinales | Semifinales        | Semifinales |               |   | Grand Final       | Grand Final | Grand Final |  |
|  |             |                    |             |               |   |                   |             |             |  |
|  |             |                    |             |               |   |                   |             |             |  |
|  | 1           | Canberra United FC | 1           |               |   |                   |             |             |  |
|  | 1           | Canberra United FC | 1           |               |   |                   |             |             |  |
|  | 4           | Brisbane Roar      | 2           |               |   |                   |             |             |  |
|  | 4           | Brisbane Roar      | 2           |               | 1 | Melbourne Victory | 2           |             |  |
|  |             |                    |             |               | 1 | Melbourne Victory | 2           |             |  |
|  |             |                    | 2           | Brisbane Roar | 0 |                   |             |             |  |
|  | 2           | Sydney FC          | 2           | Brisbane Roar | 0 | 2                 |             |             |  |
|  | 2           | Sydney FC          |             |               |   | 2                 |             |             |  |
|  | 3           | Melbourne Victory  | 3           |               |   |                   |             |             |  |
|  | 3           | Melbourne Victory  | 3           |               |   |                   |             |             |  |
|  |             |                    |             |               |   |                   |             |             |  |

| Campeón           |
| Melbourne Victory |
| 1.° título        |